# دانشگاه پرزیدنت
دانشگاه پرزیدنت ( اندونزیایی: Universitas Presiden) یک دانشگاه خصوصی بین المللی است که در منطقه بکاسی ، جاوه غربی ، اندونزی، بزرگترین منطقه صنعتی در جنوب شرقی آسیا واقع شده است.
دانشگاه پرزیدنت، تحت نظارت بنیاد دانشگاه رئیس جمهور (YPUP) بوده و توسط پروفسور دکتر Ir. Chairy، SE، MM، به عنوان رئیس اداره میشود.